# Hawley Harvey Crippen
Hawley Harvey Crippen, znany głównie jako Dr Crippen (ur. 11 września 1862, zm. 23 listopada 1910) – angielski lekarz (z pochodzenia Amerykanin) stracony za zabójstwo.
Jako lekarz specjalizował się w chorobach oczu i uszu. Jego drugą żoną była Kunigunde Mackamotski (z pochodzenia Polka, znana pod nazwiskiem Cora Turner). W 1900 roku lekarz przeniósł się wraz z żoną do Anglii i osiadł w Londynie, gdzie pracował w angielskiej filii firmy farmaceutycznej.
Po przyjęciu w domu doktora 31 stycznia 1910 roku Crippen rozpowiedział, iż żona wróciła do Stanów, gdzie po pewnym czasie zmarła i została skremowana w Los Angeles. W rzeczywistości Hawley Harvey Crippen otruł i poćwiartował Corę Turner, a ciało schował w piwnicy swego domu. Zniknięciem żony doktora zainteresował się Scotland Yard, który zlecił przeszukanie domu mordercy – co doprowadziło do ujawnienia szczątek, które Bernard Spilsbury zidentyfikował jako ciało Turner.
Hawley Harvey Crippen chcąc uniknąć aresztowania, musiał zbiec z Anglii. Przedostał się wraz z kochanką Ethel le Neve do Belgii. Dalej zamierzał popłynąć przez Atlantyk do Kanady. Na pokładzie „Montrose’a” jego kochanka udawała syna Crippena (w celu uniknięcia rozpoznania przez załogę). Kapitan statku nabrał jednak podejrzeń i za pomocą telegrafu skontaktował się z policją. Scotland Yard zdecydował się za pomocą statku SS „Laurentic” (który był szybszą jednostką) dotrzeć do Quebecu wcześniej od Crippena i tam w porozumieniu z kanadyjską policją dokonać aresztowania. Doktor i jego kochanka zostali aresztowani jeszcze na „Montrosie” 31 lipca 1910 roku.
Podczas procesu ławnikom wystarczyło zaledwie 27 minut, by uznać Crippena za winnego i skazać go na karę śmierci poprzez powieszenie. Jego kochankę uniewinniono. Wyrok wykonano 23 listopada 1910 roku. Sprawa była swego czasu bardzo głośna. Ujęcie Crippena było możliwe dzięki telegrafowi. Był to pierwszy przypadek, by to urządzenie pomogło w ujęciu groźnego przestępcy.
W 2007 roku David Foran z Michigan State University zasugerował, że zwłoki znalezione pod podłogą domu państwa Crippen nie należały do Cory, gdyż wykluczają to przeprowadzone badania porównawcze DNA z odnalezionych w 1910 r. szczątków oraz pobranego od krewnych Cory. Jedna z teorii zakłada, że Crippen przeprowadzał nielegalne aborcje, a zwłoki należały do jednej z jego pacjentek, która zmarła w czasie zabiegu. Część badaczy twierdzi też, że próbki ze szczątków mogły ulec kontaminacji albo krewni Cory mogli nie być jej prawdziwymi krewnymi (stąd negatywny wynik badań DNA). Inna hipoteza zakłada, że zwłoki mogły zostać ukryte pod podłogą piwnicy jeszcze przed tym jak państwo Crippen wprowadzili się do swojego domu.
Sprawa dra Crippena została opisana między innymi w Stuleciu detektywów Jürgena Thorwalda.